# Brachygalea exacta
Brachygalea exacta là một loài bướm đêm trong họ Noctuidae.